# Feldarmee
Als Feldarmee (seltener Operationsarmee) bezeichnet man im militärischen Sprachgebrauch allgemein den Teil der Streitkräfte eines Landes, der zur Durchführung militärischer Operationen vorgesehen ist. Nicht dazu zählen Verbände, die im Heimatgebiet verbleiben (→ Ersatzheer), die Festungen besetzen oder Sicherungsaufgaben in rückwärtigen Gebieten übernehmen.